# Julia Adlerberg
Anna Charlotta Juliana "Julia" Adlerberg född Bagghufvud den 15 oktober 1760 i Reval i Estland, död 1839 i Sankt Petersburg i Ryssland, kejserlig rysk guvernant, hovdam, ordensdam och föreståndare för Smolnijinstitutet.
Dotter till Harrich Frederik Vilhelm Bagghufvud och Charlotta Eleonora von Rosental av Pergel. Gift 1785 i Reval med en svensk överste i rysk tjänst, Gustaf Fredrik Adlerberg, och mor till Julia Baranova. Hon blev änka 1794. Bagghufvud blev år 1797 utnämnd till kejserlig guvernant för storfurstarna Nikolaj och Mikael. 1802 utnämndes hon till föreståndare för Smolnijinstitutet i Sankt Petersburg, en tjänst hon innehade till sin död.     
Hon blev 1824 dame d’honneur (statsfru) och mottog 1835 S:t Catharinas orden av andra graden. Parken framför Smolnijinstitutet fick sitt namn Adlerbergskogo efter henne.  